# Acutangulus pictus
Acutangulus pictus är en mångfotingart som beskrevs av Ottis Robert Causey 1973. Acutangulus pictus ingår i släktet Acutangulus och familjen Rhachodesmidae. Inga underarter finns listade i Catalogue of Life.